# Erklärung
Eine Erklärung ist eine kommunikative Handlung mit zwei unterschiedlichen Bedeutungen:
- Im allgemeinen Sprachgebrauch und in den Wissenschaften ist eine Erklärung der Versuch, die Ursachen eines beobachteten Sachverhaltes oder Phänomens durch die sprachliche Darlegung seiner logischen und kausalen Zusammenhänge verständlich zu machen.[1][2] Eine wissenschaftliche Erklärung ist in diesem Sinne die wichtigste Form des Begründens in der Wissenschaftstheorie,[3] nämlich die logische Ableitung einer Tatsachenbehauptung aus einem wissenschaftlichen Gesetz sowie den als gegeben unterstellten Situationsbedingungen, unter denen selbiges Gesetz wirkt.
- In politischen und juristischen Zusammenhängen ist eine Erklärung eine offizielle Mitteilung, um Hintergründe eines bestimmten Themas zu klären und der Öffentlichkeit darzulegen.[1] Das deutsche Bürgerliche Gesetzbuch verwendet den Begriff synonym zu Willenserklärung.

Die Erklärung kommt in vielen Fachgebieten vor. Im allgemeinen Sprachgebrauch des Alltags beschränkt sich die Erklärung auf die Erläuterung der Bedeutung eines Wortes, Vorgangs oder Zustands oder stellt einfach eine Rechtfertigung oder Rechenschaft für ein bestimmtes Handeln, Dulden oder Unterlassen dar.
Eine Theorie dient der Erklärung von Sachverhalten (Retrognose) und auch der Voraussage (Prognose), wie sich diese Sachverhalte künftig auswirken werden. Eine wissenschaftliche Erklärung kann sich aber auch in der Form der Definition erschöpfen, während Philosophen oder Literaturwissenschaftler Texte durch Textinterpretation erklären.

## Etymologie und begriffliche Abgrenzungen
Das Wort Erklärung geht auf das 1484 erstmals in Magdeburg aufgetauchte „erclerung“ zurück, 1542 kam es erstmals in heutiger Schreibweise vor.
Gegenüber Aussage, Behauptung und Beweis ist der Begriff Erklärung nicht ganz eindeutig abzugrenzen:
- Der Begriff Aussage richtet die Perspektive auf den Inhalt, den Aussagegehalt eines jeweiligen Satzes.
- Der Begriff Behauptung nimmt stärker den Sprecher in den Blick, der ein Interesse daran hat, eine bestimmte Aussage zu machen – man kann darum etwa von einer mutwilligen, voreiligen, begründeten, irreführenden oder hypothetischen Behauptung sprechen. Bei Behauptungen stellt sich die Frage, welchen Wert der Sprecher ihnen als angeblich wahren Aussagen beigemessen haben will.
- Ein Beweis sollte so kurz wie möglich, präzise und zwingend sein – es ist gut möglich, dass der zwingende Beweis dabei eine ausführliche Erklärung benötigt, um verständlich zu werden.

Der Begriff Erklärung richtet den Blick dagegen auf den Adressaten, also auf die Person, der etwas erklärt werden soll.
Eine Erklärung „überzeugt“, sie „leuchtet ein“, sie kann auch „nicht zufriedenstellend“ oder „enttäuschend“ ausfallen. Der Adressat kann eine Erklärung als Entschuldigung eines Verhaltens, das er als verletzend empfand, „annehmen“, oder für sich zu dem Ergebnis kommen, dass er sich mit ihr „nicht abfinden“ wird, auf eine aufrichtigere, ehrlichere Erklärung hoffen wird. Man spricht von einer „kindgerechten Erklärung“, wenn man die Erklärung auf das Verständnisvermögen eines Kindes ausrichtet. Man gibt einem Phänomen eine „natürliche Erklärung“, wenn man im Bezirk naturwissenschaftlich erfassbarer Vorgänge bleibt. Man kann, das charakterisiert die Ausrichtung des Wortes auf den Adressaten, von einer „einfühlsamen Erklärung“ sprechen – nicht aber von einer „einfühlsamen Behauptung“, oder einem „einfühlsamen Beweis“. Die Definition des Wortes ist schwierig, da mit der Zufriedenheit des Adressaten ein sich der Definition entziehender Faktor im Spiel ist.

## Arten
Die Erklärung setzt sich zusammen aus dem Explanandum (das zu Erklärende), also einem Sachverhalt, der bzw. einem Phänomen, das zu erklären ist, und seinem Explanans (der Erklärung), also dem, was der Erklärung dient. Die eigentliche Erklärung ist also das Explanans. Eine Erklärung geht immer von einem konkret beschriebenen Phänomen aus, dem Explanandum. Hierfür sucht man eine Erklärung, die gefundenen Kausalitäten bilden das Explanans; dabei handelt es sich um Kausalerklärungen. Erklärungen durch einen Verweis auf die Ursache des Explanandums, also Kausalerklärungen, entsprechen dem normalen und zumeist gebrauchten Begriff der Erklärung. Funktionale Erklärungen sind dagegen Erklärungen, die ihr Explanandum nicht dadurch verständlich machen, dass sie irgendwelche Ursachen zur Sprache bringen, die zu dem betreffenden Explanandum führen. Vielmehr bringen funktionale Erklärungen die Notwendigkeit einer Eigenschaft für das Auftreten eines funktionalen Zusammenhangs zum Ausdruck. Während die funktionale Erklärung von einem Zusammenhang auf die Bedeutung eines einwirkenden Phänomens schließt (Deduktion), klärt die Kausalerklärung über die von einer Ursache ausgehenden Wirkung (Induktion) auf.
Bei den unvollkommenen Erklärungen können mehrere Arten unterschieden werden. So gibt es die ungenauen Erklärungen, wenn die in einer Erklärung verwendeten Begriffe vage oder mehrdeutig sind. Von einer rudimentären Erklärung spricht man, wenn die Antecedensbedingungen (Randbedingungen) nur unvollständig bekannt sind und die notwendigen Gesetze nicht explizit erwähnt, sondern stillschweigend vorausgesetzt werden. Bei einer partiellen Erklärung reicht das Explanans nicht aus, um das Explanandum in all seinen Aspekten zu erklären. Bei einer Erklärungsskizze ist das Explanans nur in einem vagen Umriss sowie mehr oder weniger undeutlichen Hinweisen darauf, wie die Skizze zu einer Erklärung vervollständigt werden könnte, vorhanden.
Von einer Pseudo-Erklärung wird gesprochen, wenn die sprachliche Form eine wissenschaftliche Erklärung lediglich vortäuscht, aber grundsätzliche Fehler in der Logik der Erklärung vorliegen, wie etwa die Verwendung einer verdeckten Tautologie, eines logischen Zirkels oder eines theoretischen Konstrukts, das nicht unabhängig vom Explanandum gemessen wird. Die plausible Erklärung ist eine vom Empfänger nachvollziehbare Erklärung.

## Wissenschaftliche Erklärung
In seiner Logik der Forschung (III. Kap., Abs. 12) definiert Karl Popper „einen Vorgang kausal erklären“ so: „einen Satz, der ihn behauptet, aus Gesetzen  und Randbedingungen deduktiv ableiten“. Das entsprechende deduktiv-nomologische oder „hypothetisch-deduktive“ Modell der Erklärung wurde von Carl Gustav Hempel und Paul Oppenheim umfassend ausgearbeitet.
Das Hempel-Oppenheim Modell (HO-Modell, auch deduktiv-nomologisches Modell, DN-Modell) der wissenschaftlichen Erklärung ist trotz zahlreicher Kritik bisher noch nicht durch ein anderes ersetzt worden und wird immer noch zur Orientierung herangezogen.
Im Mittelpunkt einer wissenschaftlichen Erklärung stehen demnach Gesetze oder gesetzesartige Aussagen. Gemäß dem HO-Modell müssen zwei Klassen von empirisch gehaltvollen Aussagen für eine Erklärung verwendet werden. Das sind zum einen die Randbedingungen (auch Antecedensbedingungen genannt), welche vor oder gleichzeitig mit dem zu erklärenden Phänomen gegeben sind, und Gesetzeshypothesen. Beide Aussagenklassen zusammen werden das Explanans (das Erklärende) genannt. Eine wissenschaftliche Erklärung besteht dann aus der logischen Ableitung der das Phänomen beschreibenden Tatsachenbehauptung (= Explanandum, das zu Erklärende) aus dem Explanans. Wichtig ist hier anzumerken, dass die Gesetzesaussagen nicht notwendig deterministische Gesetze beschreiben müssen, sondern auch statistische Gesetze umfassen können. Je nachdem werden die Erklärungen deduktiv-nomologisch oder statistisch-induktiv genannt.
Gefundene Erklärungen, welche dem HO-Modell entsprechen, können im Prinzip immer auch zu Prognosen von zukünftigen Ereignissen verwendet werden. Man spricht daher in diesem Sinne auch von der Äquivalenz der logischen Struktur von Erklärungen gemäß dem HO-Modell und wissenschaftlichen Prognosen. Allerdings kann man zu Prognosezwecken auch von empirischen Verallgemeinerungen oder Korrelationen ausgehen, ohne dass man über präzise Kenntnis der wirklichen kausalgesetzlichen Zusammenhänge verfügt.
Jon Elster kritisiert das HO-Modell, weil es zwischen Kausalaussagen und bloßen Korrelationen nicht zu unterscheiden erlaube sowie keine Aussagen darüber mache, ob weitere Kausalzusammenhänge den gerade betrachteten beeinflussen oder gar zu wirken hindern. Er zieht es daher im Anschluss an Paul Veyne vor, das Gewicht mehr auf das Herausfinden und stets besseres Verständnis von Kausalmechanismen denn als auf die Verbesserung von Theorien zu legen.

### Kausale Erklärung
Die Kausalerklärung gilt bis heute als die wissenschaftliche Erklärungsart schlechthin. Wichtig ist hervorzuheben, dass danach der Begriff „kausal“ sich nur auf eine logische Ableitung bezieht, und zwar auf die logische Ableitung des den zu erklärenden Vorgang beschreibenden Satzes aus Gesetzmäßigkeiten und Anfangsbedingungen. Die kausale Erklärung entspricht damit direkt dem HO-Modell.
Wegen der Bedeutung der kausalen Erklärung und des HO-Modells stellt sich die Frage der Rückführbarkeit anderer in der Wissenschaftstheorie diskutierter Erklärungsarten auf das HO-Modell. Von Interesse ist dabei besonders die Frage, welche Bedeutung Gesetzeshypothesen in anderen Erklärungsarten einnehmen.

### Dispositionelle Erklärung
Von einer dispositionellen oder dispositionalen Erklärung spricht man, wenn das Verhalten eines Objektes unter Zuhilfenahme einer Disposition erklärt wird, welche diesem Objekt zugeschrieben wird. Während in der kausalen Erklärung allgemeine Gesetze Verwendung finden, in denen kein individuelles Objekt vorkommt, werden in der dispositionellen Erklärung gesetzesartige Aussagen verwendet, in denen ein bestimmtes individuelles Objekt erwähnt wird. Die dispositionelle Erklärung spielt auch eine wichtige Rolle in der Erklärung menschlichen Handelns, wenn dieses beispielsweise durch den Charakter der handelnden Person erklärt werden soll.

### Genetische Erklärung
Von einer genetischen Erklärung spricht man, wenn die Erklärung einer Tatsache aus mehreren Stufen besteht, welche sich zu einer Erklärungskette zusammenfassen lassen, deren Endglied die zu erklärende Tatsache bildet. Beispiel für eine (kausal-)genetische Erklärung ist eine n-stufige Erklärungskette, in der das Antecedens der n-ten Stufe mit dem Explanandum der (n−1)-ten Stufe identisch ist (jede einzelne Stufe entspricht hier dem HO-Modell). Im Allgemeinen ist die Struktur von genetischen Erklärungen aber komplizierter, da gewöhnlich das Antecedens späterer Stufen neben dem Explanandum der vorhergehenden Stufe noch zusätzliche Antecedensbedingungen enthält. Die genetische Erklärung lässt sich unterteilen in historisch-genetische und systematisch-genetische Erklärungen, wobei die kausal-genetische ein Spezialfall der letzteren ist.

### Intentionale Erklärung
Nach Auffassung der Hermeneutiker kommt in den Wissenschaften, welche menschliches Handeln erklären wollen (etwa Soziologie, Geschichtswissenschaften), grundsätzlich eine andere Erklärungsweise in Betracht als in den Naturwissenschaften. Begründet wird diese Ansicht damit, dass man es hier mit singulären unwiederholbaren Ereignissen zu tun habe, demnach anders als in den Naturwissenschaften, wo das „Allgemeine“ erklärt werden solle. Des Weiteren sei in diesen Bereichen anstatt einer Erklärung mit kausalen Gesetzen auch eine Erklärung mit Motiven, Intentionen, Zielen, Wollen usw. möglich, welche einen teleologischen Charakter aufweise.
Diese Ansicht wird stark kritisiert und abgelehnt, besonders aus den Reihen der Analytischen Philosophie. Hier wird argumentiert, dass auch in den Naturwissenschaften singuläre nicht-wiederholbare Ereignisse betrachtet und erklärt werden, etwa bestimmte einzigartige Ereignisse innerhalb unseres Sonnensystems. Umgekehrt haben auch Erklärungen in den Humanwissenschaften immer eine allgemeine Komponente, da kein individuelles Einzelereignis wirklich vollständig beschrieben werden könne, und somit eine logische Unterscheidung der Erklärungsweisen in den beiden Wissenschaftsbereichen auf dieser Basis unmöglich sei. Auch eine Erklärung über Motive, Intentionen usw. ist gemäß dieser Kritik bestenfalls auf eine „harmlose Weise“ teleologisch, welche mit einer kausalen Erklärung aus Motiven verträglich sei. Das Motiv sei bereits vor Zielerreichung in einer Person vorhanden, und bestimme kausal unter anderem über die Handlung der Person das Ereignis der Zielerreichung, keinesfalls kann eine Handlung durch ein in der Zukunft liegendes Zielerreichungs-Ereignis an sich bestimmt werden, wie es der „mystischen“ Teleologie entspräche. Dass in den Humanwissenschaften oft keine Gesetze in Erklärungen verwendet werden, sei ein Irrtum, der darauf beruhe, dass diese oft nicht explizit genannt, sondern nur implizit vorausgesetzt werden.
Die Sonderstellung der Humanwissenschaften wird auch mit dem Argument begründet, dass in diesem Bereich eine besondere Methode zur Verfügung stehen würde: die Methode des Verstehens. Diese beruht auf der Annahme, dass die seelischen Vorgänge in anderen Personen hinreichend ähnlich zu den eigenen sind. Im Gegensatz zu den Naturwissenschaften, wo die Ereignisse nur „von außen“ zugänglich sind, könne man deswegen in den Humanwissenschaften durch den inneren Zugang zur eigenen Seelenwelt Analogieschlüsse ziehen, welche erklärende Motive zu Handlungen anderer Personen liefern. Vertreten wurde diese Ansicht von einer Anzahl bedeutender Persönlichkeiten wie beispielsweise Max Weber. Kritisiert wird hier, dass uns im Alltag selbst bei Personen, welche im gleichen kulturellen und sozialen Umfeld leben, oft Irrtümer bei der Beurteilung der Motive unterlaufen. Deswegen ist diese Methode bestenfalls eine heuristische Methode zur Auffindung von Hypothesen, deren Richtigkeit dadurch keinesfalls bewiesen sei, so dass auch diese Methode keine argumentative Erklärung für einen Sachverhalt liefere. Ein solcherart gewonnene Hypothese müsse wie in den Naturwissenschaften durch empirische Daten überprüft werden.
Neben diesen Auseinandersetzungen gibt es aber auch Annäherungsversuche. Georg Henrik von Wright hat ein formal präzisiertes intentionalistisches Erklärungsschema (IE) entwickelt, welches eine Modifizierung des praktischen Syllogismus darstellt und in dem er ein Gegenmodell zum kausalen HO-Modell im Bereich der Humanwissenschaften sieht. Zwar wurde von Raimo Tuomela gezeigt, dass dieses IE-Schema nur dann zu einer argumentativen Erklärung führt, wenn unter die Prämissen ein empirisches Gesetz bestimmter Art (Ducasse-Satz) aufgenommen wird, womit es unter dem kausalen HO-Modell subsumierbar ist. Jedoch kann Georg Henrik von Wrights Schema auch als nicht-argumentative Erklärung interpretiert werden. D. h. man erweitert den Begriff „Erklärung“ dergestalt, dass man neben erklärenden Argumenten in Form einer logischen Ableitung des zu erklärenden Ereignisses aus den Prämissen auch intentionalistische Tiefenanalysen zulässt. Diese fragen etwa nach dem Motiv der handelnden Personen, aber haben nicht zum Ziel, das aus der Handlung resultierende Ereignis logisch herzuleiten. Beispielsweise wäre in den Geschichtswissenschaften dann ein und dasselbe Ereignis parallel auf zwei Weisen zu erklären; nach dem kausalen HO-Modell und nach dem intentionalistischen Erklärungsschema.

### Abweichungen vom idealen Modell
Die wissenschaftliche Erklärung ist ein ideales Modell, das in der Praxis nicht erreicht werden kann. So müssten etwa zur totalen Erklärung eines physikalischen Phänomens, das heißt einer Erklärung, die nichts unerklärt lässt und das zu erklärende Phänomen in allen Einzelheiten erklärt, genaugenommen der gesamte Zustand des Universums zu einem bestimmten Zeitpunkt als Randbedingung bekannt sein (und selbst erklärt sein), was unmöglich ist. Auch die abgeschwächte Form der abgeschlossenen Erklärung, welche nur die erste Bedingung erfüllt, dass nichts unerklärt bleibt, ist nicht möglich. Einige Antecedensbedingungen müssen immer unerklärt bleiben; eine Forderung nach Erklärung aller Antecedensbedingungen führt in einen unendlichen Regress. In der Praxis gibt es deswegen nur unvollkommene Erklärungen, was nicht heißt, dass ihre Annahme nicht zu begründen wäre. Unvollkommene Erklärungen können durch Erfahrungsdaten gut überprüft sein und auf diese Weise eine gute Bestätigung erfahren.

### Analogiemodelle
Analogiemodelle sind eine stark abgeschwächte moderne Variante der heute als unhaltbar angesehenen, aber früher oft vertretenen Ansicht, dass eine wissenschaftliche Erklärung auch allein durch Zurückführung auf Bekanntes und Vertrautes bzw. Analogien gegeben werden kann. Diese veraltete Ansicht wird heute einerseits wegen ihrer Subjektivität (was „vertraut“ ist, unterscheidet sich von Individuum zu Individuum) nicht mehr vertreten, andererseits ist es das Selbstverständnis heutiger Wissenschaft, gerade auch das scheinbar Bekannte und Vertraute infrage zu stellen. Auch die moderne Variante liefert keine eigenständige Erklärung. Die Problematik dabei ist, dass die im Analogiemodell vorausgesetzte Isomorphie zwischen zwei verschiedenen Bereichen erst tatsächlich akzeptiert werden kann, wenn die Gesetze beider Bereiche bekannt sind; also im Nachhinein. Sind diese Gesetze aber bekannt, so kann auch eine kausale Erklärung gemäß dem HO-Modell gegeben werden, und es braucht das Analogiemodell nicht mehr.

## Recht
Erklärungen gibt es in vielen Rechtsgebieten, insbesondere im Zivilrecht oder Zivilprozessrecht.

### Zivilrecht
Im Zivilrecht ist die Erklärung eine Willensäußerung. Der einem Rechtssubjekt innewohnende subjektive Wille muss erklärt werden, indem er nach außen durch Willenserklärung gegenüber anderen Rechtssubjekten erkennbar gemacht wird. Der innere Wille und die Äußerung dieses Willens müssen übereinstimmen. Der subjektive Tatbestand umfasst den Handlungswillen, das Erklärungsbewusstsein und den Geschäftswillen des Erklärenden. Beim Handlungswillen ist sich der Erklärende bewusst, eine Willensäußerung abzugeben. Das Erklärungsbewusstsein umfasst den Willen des Erklärenden, eine rechtlich erhebliche Erklärung, die eine Rechtsfolge auslösen kann, abzugeben. Der Geschäftswille setzt das Bewusstsein des Erklärenden voraus, ein konkretes Geschäft abschließen zu wollen. Fehlt es an einem dieser essentialia negotii, wird unter den Voraussetzungen des § 116 ff. BGB zu Gunsten des Erklärenden ein Willensmangel anerkannt. Der Rechtsbegriff der Erklärung wird im BGB synonym für Willenserklärung benutzt (etwa § 119 Abs. 1 BGB). Deren objektiver Tatbestand umfasst die Entäußerung dieses Willens in mündlicher oder schriftlicher Form oder durch schlüssiges Handeln. Eine bestimmte Form wie etwa die Schriftform ist lediglich ausnahmsweise vorgesehen. Es kann sogar genügen, dass das Gewollte durch stillschweigende Willenserklärung zum Ausdruck kommt.

### Zivilprozessrecht
Gemäß § 129a ZPO können im Zivilprozess Anträge und Erklärungen vor der Geschäftsstelle eines jeden Amtsgerichts zu Protokoll abgegeben werden. Die Parteien haben ihre Erklärungen über tatsächliche Umstände vollständig und der Wahrheit gemäß abzugeben (§ 138 ZPO), wobei sich jede Partei über die von dem Gegner behaupteten Tatsachen zu erklären hat.

### Erklärung als Wortbestandteil
Die Erklärung kommt auch als Wortbestandteil von Kompositionen vor. So ist der Erklärungsirrtum ein Willensmangel, bei dem der äußere Erklärungstatbestand vom (inneren) Willen des Erklärenden abweicht. In der vom Steuerpflichtigen abzugebenden Steuererklärung (§ 33 AO) sind die Angaben wahrheitsgemäß nach bestem Wissen und Gewissen zu machen (§ 150 Abs. 2 AO). Mit der Kraftloserklärung stellt meist ein Gericht aufgrund eines vorangegangenen Aufgebotsverfahrens (§§ 467 ff. FamFG) die Ungültigkeit einer Urkunde fest; die Urkunde wird im Ausschließungsbeschluss für kraftlos erklärt (§ 478 FamFG).

## Politik
In politischen Zusammenhängen ist eine Erklärung eine offizielle Mitteilung von Politikern oder Pressesprechern, um Hintergründe eines bestimmten Themas zu klären oder erklären und der Öffentlichkeit darzulegen. Hierzu gehören beispielsweise die Regierungserklärung, die der Regierungschef zu Beginn seiner Amtszeit oder zu bestimmten Anlässen abgibt. Sie stellt ein zentrales Führungsinstrument gegenüber der Partei, Fraktion und der Öffentlichkeit dar und kann auch zur Rechenschaft über die Regierungsarbeit dienen. Sie wird in Deutschland im Grundgesetz nicht erwähnt, sondern kann materiell aus der Richtlinienkompetenz des Bundeskanzlers gemäß Art. 65 GG entnommen werden, formal aus Art. 43 Abs. 2 GG. Die erste Regierungserklärung dieser Art gab Konrad Adenauer am 20. September 1949 ab.
International können Erklärungen, auch Deklaration genannt, auch völkerrechtliche Bindung entfalten wie die Erklärung der Menschen- und Bürgerrechte, Erklärung von Turku über humanitäre Mindeststandards oder die Erklärung über die Beseitigung der Gewalt gegen Frauen.